# Wyspy Zielone

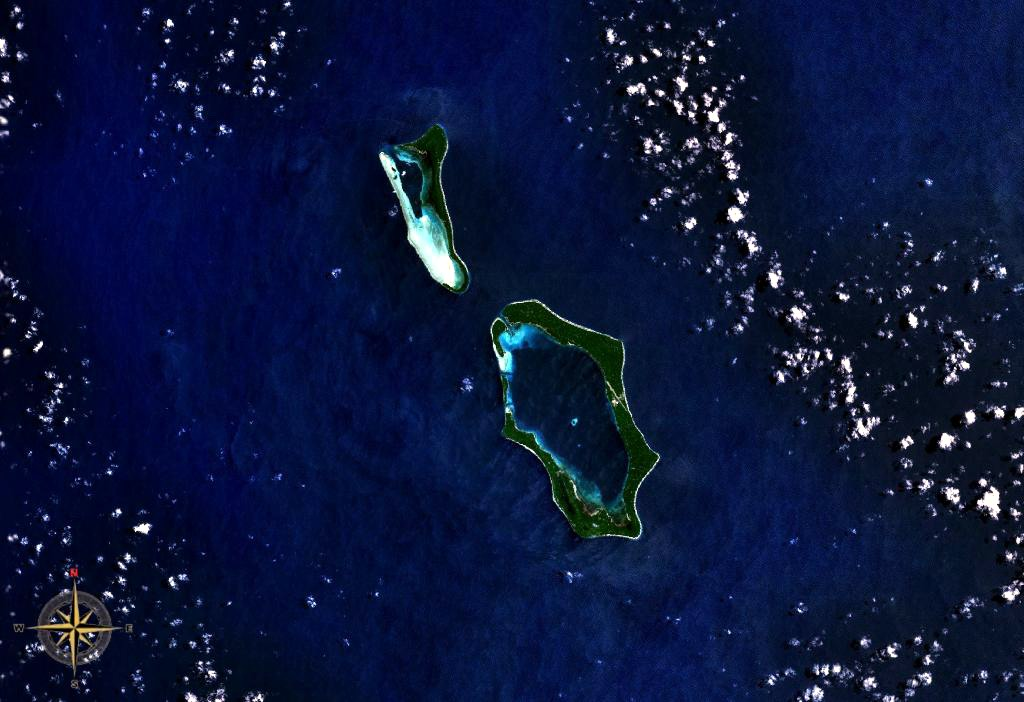
Green Islands widziane z kosmosu

Wyspy Zielone (ang. Green Islands) – niewielki archipelag w granicach Papui-Nowej Gwinei. Znajduje się około 200 km na wschód od Rabaulu na Nowej Brytanii i mniej więcej tyle samo na północny zachód od Wyspy Bougainville’a. Wyspy Zielone należą administracyjnie do Okręgu Autonomicznego Bougainville (w swoim czasie lansowano nazwę Prowincja Północnych Salomonów, ang. North Solomons Province). Zamieszkuje je około 1500 osób pochodzenia melanezyjskiego.
Największą wyspą archipelagu jest Nissan, atol o wymiarach 14 na 8 km obejmujący obszerną lagunę o głębokości 20–60 m. Inne mniejsze wysepki, jak Sau, Barahun i Sirot, znajdują się po północno-zachodniej stronie atolu – bramując kanały (południowy, środkowy i północny) łączące lagunę z wodami oceanu. Pośrodku laguny znajduje się maleńka wysepka Hon. Na Nissan znajduje się jedyne lotnisko archipelagu.
Drugim atolem grupy jest mniejsza wyspa Pinipel. Wybrzeża wysp od strony oceanu są klifowe, o wysokości nawet do 60 m.
W roku 1942 Wyspy Zielone zajęli Japończycy, lecz w dwa lata później archipelag został odbity przez siły alianckie, które zbudowały dwa lotniska polowe, skąd przeprowadzano ataki na bazę japońską w Rabaulu.